# NBA Coach of the Year Award
NBA Coach of the Year Award – nagroda dla najlepszego trenera w sezonie regularnym w NBA, przyznawana w głosowaniu przez grono osób do tego uprawnionych. Laureat otrzymuje nagrodę „Red Auerbach Trophy”.
Gregg Popovich, Don Nelson i Pat Riley otrzymali nagrodę po 3 razy, przy czym Riley jako trener 3 różnych klubów, Nelson – jako trener 2 różnych klubów, a Popovich – wszystkie 3 jako trener jednego klubu.
Johnny Kerr jest jedynym trenerem uhonorowanym tytułem mimo negatywnego wyniku swej drużyny w sezonie regularnym. Doceniono go za to, iż w sezonie 1966–67 wprowadził debiutujące w lidze Chicago Bulls do rozgrywek play-off.

## Laureaci

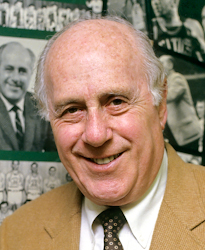
Członek Galerii Sław Koszykówki Red Auerbach uzyskał nagrodę w sezonie 1964–1965. Później nazwano nagrodę jego nazwiskiem.

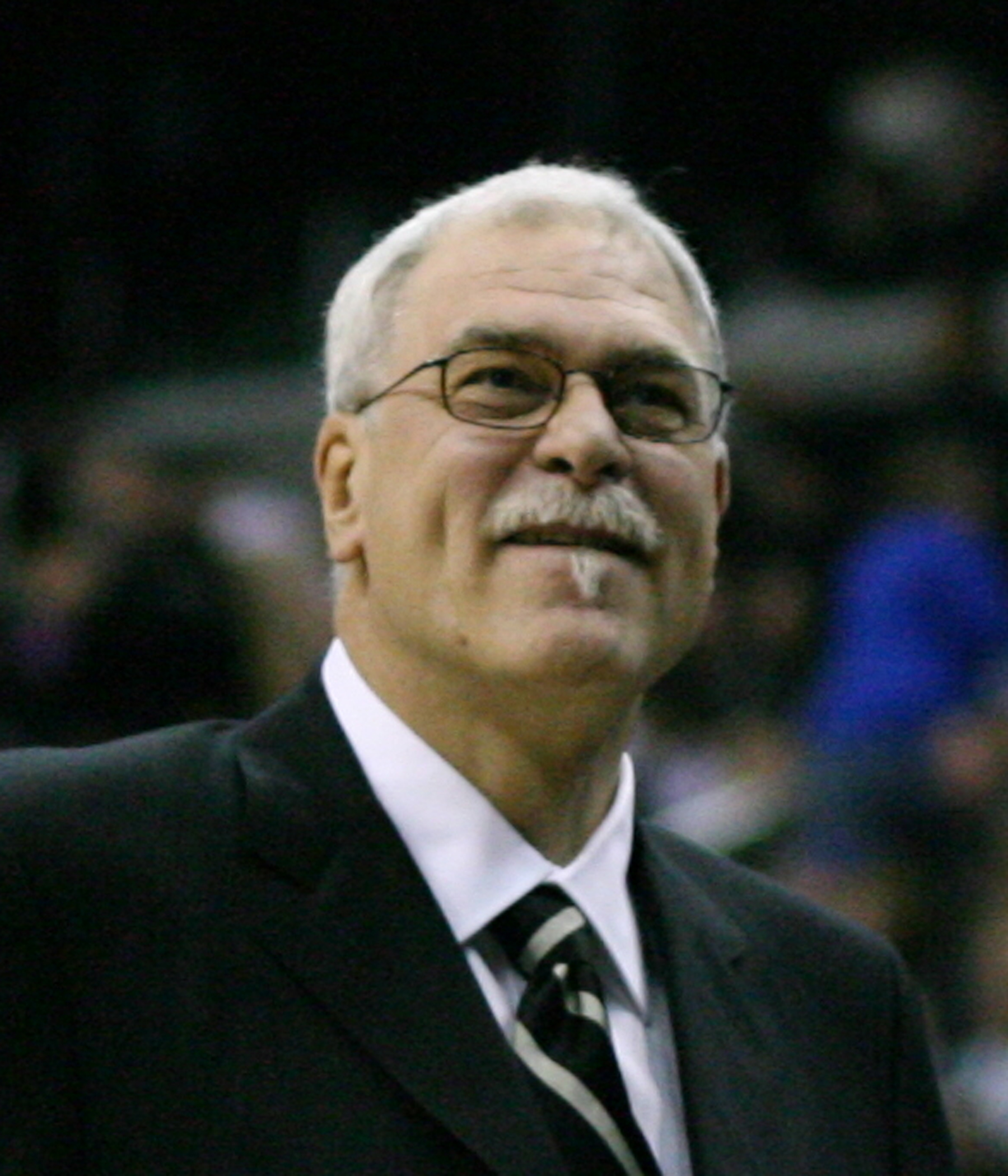
Członek Koszykarskiej Galerii Sław Phil Jackson został laureatem nagrody w 1996 roku, jako trener Chicago Bulls, kiedy zespół ustanowił rekord zwycięstw sezonu regularnego NBA (72).

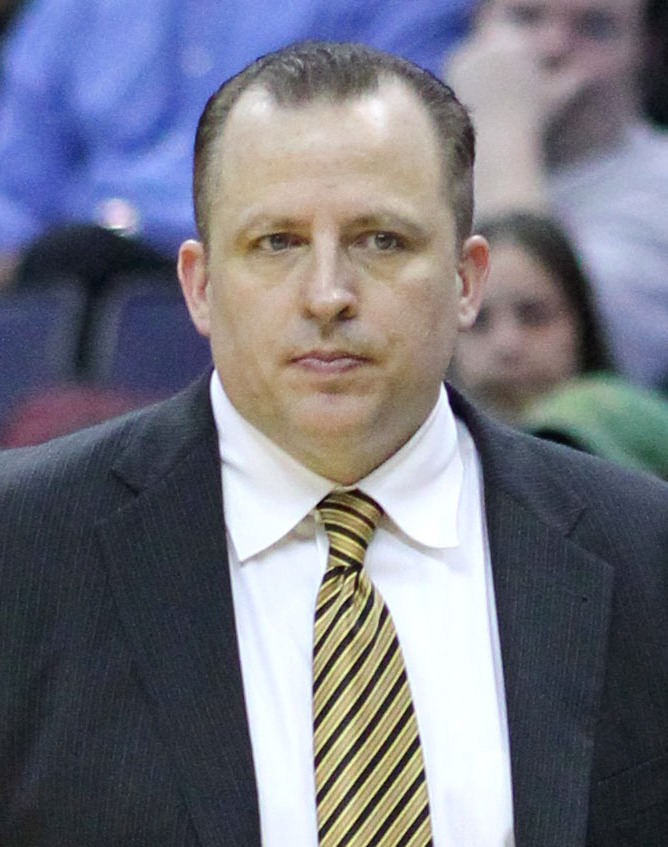
Trener Chicago Bulls – Tom Thibodeau zdobył wyróżnienie podczas rozgrywek 2010–11.

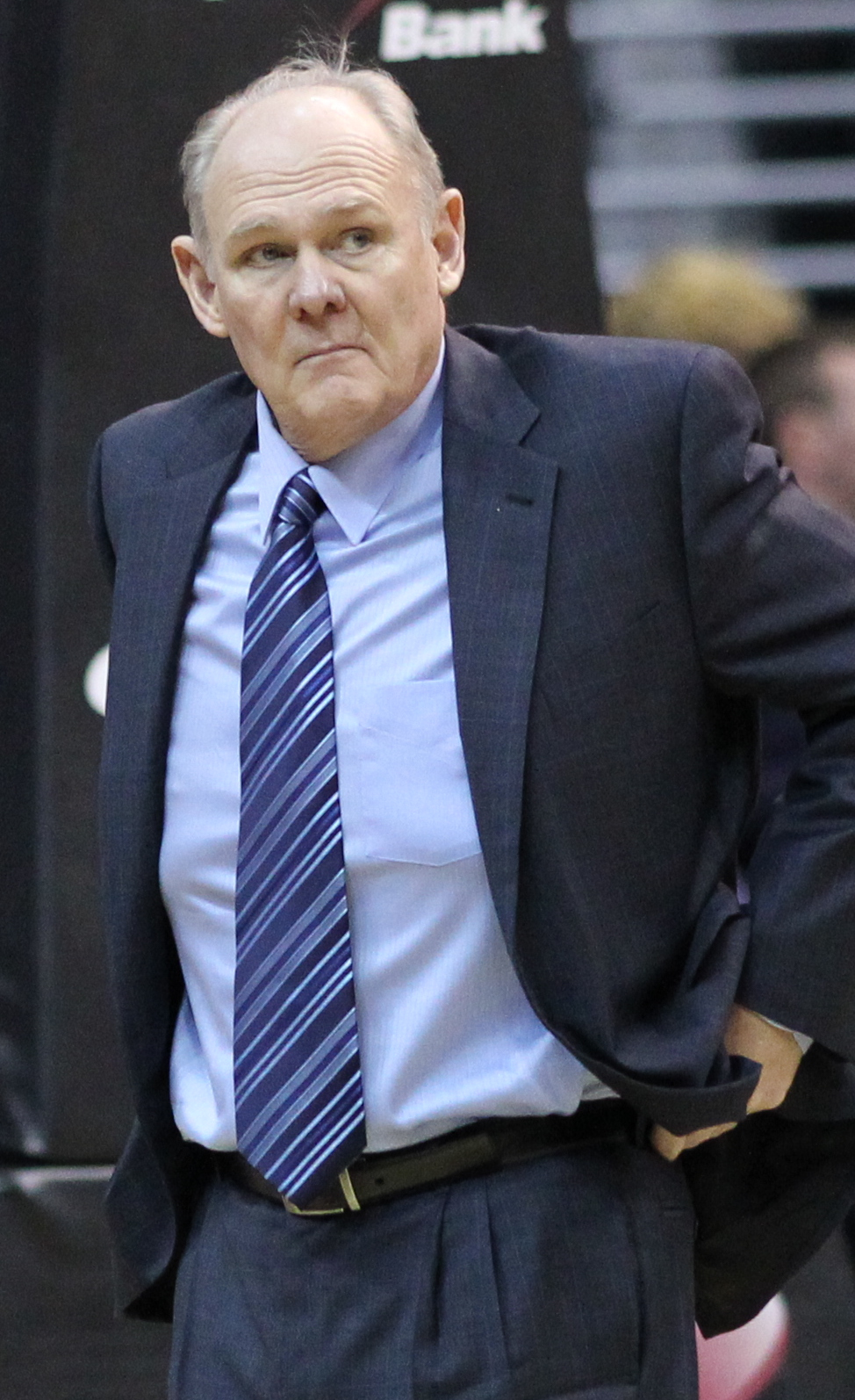
George Karl poprowadził w sezonie 2012–2013 zespół Denver Nuggets do rekordowego wyniku w historii klubu 57–25 (w lidze NBA), nie posiadając w składzie żadnego gracza formatu All-Star.

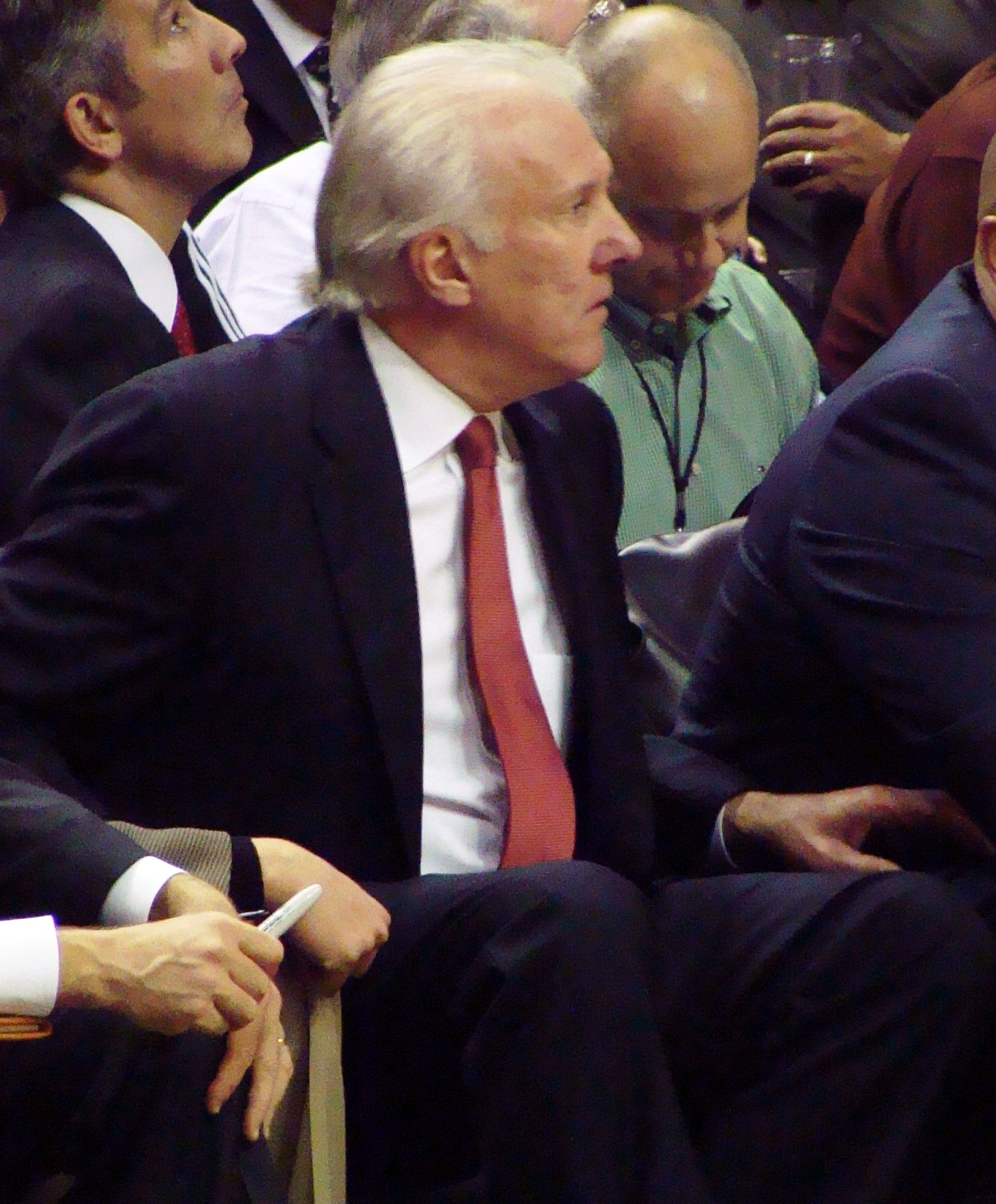
Gregg Popovich poprowadził San Antonio Spurs (2013–14) do ich piątego tytułu mistrzowskiego, zdobywając trzecią nagrodę trenera roku.

|             | Oznacza nadal aktywnego trenera NBA                                          |
|             | Wybrany do Koszykarskiej Galerii Sław jako trener                            |
| Pogrubienie | Zespół zdobył mistrzostwo NBA w tamtym sezonie                               |
| (x)         | Cyfra w nawiasie oznacza kolejną nagrodę, uzyskaną przez tego samego trenera |
| %           | oznacza odsetek zwycięstw sezpołu w sezonie regularnym                       |

| Sezon   | Trener                 | Drużyna                 | Bilans | %    |
| ------- | ---------------------- | ----------------------- | ------ | ---- |
| 2022/23 | Mike Brown (2)         | Sacramento Kings        | 48–34  | 58.5 |
| 2021/22 | Monty Williams         | Phoenix Suns            | 64–18  | 78   |
| 2020/21 | Tom Thibodeau (2)      | New York Knicks         | 41–31  | 56,9 |
| 2019/20 | Nick Nurse             | Toronto Raptors         | 46–18  | 71,9 |
| 2018/19 | Mike Budenholzer (2)   | Milwaukee Bucks         | 60–22  | 73,2 |
| 2017/18 | Dwane Casey            | Toronto Raptors         | 59–23  | 72   |
| 2016/17 | Mike D’Antoni (2)      | Houston Rockets         | 55–27  | 67   |
| 2015/16 | Steve Kerr             | Golden State Warriors   | 73–9   | 89   |
| 2014/15 | Mike Budenholzer       | Atlanta Hawks           | 60–22  | 73,2 |
| 2013/14 | Gregg Popovich (3)     | San Antonio Spurs       | 62–20  | 75,6 |
| 2012/13 | George Karl            | Denver Nuggets          | 57–25  | 69,5 |
| 2011/12 | Gregg Popovich (2)     | San Antonio Spurs       | 50–16  | 75,8 |
| 2010/11 | Tom Thibodeau          | Chicago Bulls           | 62–20  | 75,6 |
| 2009/10 | Scott Brooks           | Oklahoma City Thunder   | 50–32  | 61   |
| 2008/09 | Mike Brown             | Cleveland Cavaliers     | 66–16  | 80,5 |
| 2007/08 | Byron Scott            | New Orleans Hornets     | 56–26  | 68,3 |
| 2006/07 | Sam Mitchell           | Toronto Raptors         | 47–35  | 57,3 |
| 2005/06 | Avery Johnson          | Dallas Mavericks        | 60–22  | 73,2 |
| 2004/05 | Mike D’Antoni          | Phoenix Suns            | 62–20  | 75,6 |
| 2003/04 | Hubie Brown (2)        | Memphis Grizzlies       | 50–32  | 61   |
| 2002/03 | Gregg Popovich         | San Antonio Spurs       | 60–22  | 73,2 |
| 2001/02 | Rick Carlisle          | Detroit Pistons         | 50–32  | 61   |
| 2000/01 | Larry Brown            | Philadelphia 76ers      | 56–26  | 68,3 |
| 1999/00 | Doc Rivers             | Orlando Magic           | 41–41  | 50   |
| 1998/99 | Mike Dunleavy Sr.      | Portland Trail Blazers  | 35–15  | 70   |
| 1997/98 | Larry Bird             | Indiana Pacers          | 58–24  | 70,7 |
| 1996/97 | Pat Riley (3)          | Miami Heat              | 61–21  | 74,4 |
| 1995/96 | Phil Jackson           | Chicago Bulls           | 72–10  | 87,8 |
| 1994/95 | Del Harris             | Los Angeles Lakers      | 48–34  | 58,5 |
| 1993/94 | Lenny Wilkens          | Atlanta Hawks           | 57–25  | 69,5 |
| 1992/93 | Pat Riley (2)          | New York Knicks         | 60–22  | 73,2 |
| 1991/92 | Don Nelson (3)         | Golden State Warriors   | 55–27  | 67,1 |
| 1990/91 | Don Chaney             | Houston Rockets         | 52–30  | 63,4 |
| 1989/90 | Pat Riley              | Los Angeles Lakers      | 63–19  | 76,8 |
| 1988/89 | Cotton Fitzsimmons (2) | Phoenix Suns            | 55–27  | 67,1 |
| 1987/88 | Doug Moe               | Denver Nuggets          | 54–28  | 65,9 |
| 1986/87 | Mike Schuler           | Portland Trail Blazers  | 49–33  | 59,8 |
| 1985/86 | Mike Fratello          | Atlanta Hawks           | 50–32  | 61   |
| 1984/85 | Don Nelson (2)         | Milwaukee Bucks         | 59–23  | 72   |
| 1983/84 | Frank Layden           | Utah Jazz               | 45–37  | 54,9 |
| 1982/83 | Don Nelson             | Milwaukee Bucks         | 51–31  | 62,2 |
| 1981/82 | Gene Shue (2)          | Washington Bullets      | 43–39  | 52,4 |
| 1980/81 | Jack McKinney          | Indiana Pacers          | 44–38  | 53,7 |
| 1979/80 | Bill Fitch (2)         | Boston Celtics          | 61–21  | 74,4 |
| 1978/79 | Cotton Fitzsimmons     | Kansas City Kings       | 48–34  | 58,5 |
| 1977/78 | Hubie Brown            | Atlanta Hawks           | 41–41  | 50   |
| 1976/77 | Tom Nissalke           | Houston Rockets         | 49–33  | 59,8 |
| 1975/76 | Bill Fitch             | Cleveland Cavaliers     | 49–33  | 59,8 |
| 1974/75 | Phil Johnson           | Kansas City-Omaha Kings | 44–38  | 53,7 |
| 1973/74 | Ray Scott              | Detroit Pistons         | 52–30  | 63,4 |
| 1972/73 | Tom Heinsohn           | Boston Celtics          | 68–14  | 82,9 |
| 1971/72 | Bill Sharman           | Los Angeles Lakers      | 69–13  | 84,1 |
| 1970/71 | Dick Motta             | Chicago Bulls           | 51–31  | 62,2 |
| 1969/70 | Red Holzman            | New York Knicks         | 60–22  | 73,2 |
| 1968/69 | Gene Shue              | Baltimore Bullets       | 57–25  | 69,5 |
| 1967/68 | Richie Guerin          | St. Louis Hawks         | 56–26  | 68,3 |
| 1966/67 | Johnny Kerr            | Chicago Bulls           | 33–48  | 40,7 |
| 1965/66 | Dolph Schayes          | Philadelphia 76ers      | 55–25  | 68,8 |
| 1964/65 | Red Auerbach           | Boston Celtics          | 62–18  | 77,5 |
| 1963/64 | Alex Hannum            | San Francisco Warriors  | 48–32  | 60   |
| 1962/63 | Harry Gallatin         | St. Louis Hawks         | 48–32  | 60   |

## Wielokrotni laureaci
M. – miejsce, LN. – liczba nagród
| M. | Zawodnik           | Zespół                                                      | LN. | Lata             |
| -- | ------------------ | ----------------------------------------------------------- | --- | ---------------- |
| 1  | Don Nelson         | Milwaukee Bucks (2) /Golden State Warriors (1)              | 3   | 1983, 1985, 1992 |
| 1  | Pat Riley          | Los Angeles Lakers (1) /New York Knicks (1) /Miami Heat (1) | 3   | 1990, 1993, 1997 |
| 1  | Gregg Popovich     | San Antonio Spurs                                           | 3   | 2003, 2012, 2014 |
| 4  | Gene Shue          | Baltimore Bullets (1) /Washington Bullets (1)               | 2   | 1969, 1982       |
| 4  | Bill Fitch         | Cleveland Cavaliers (1) /Boston Celtics (1)                 | 2   | 1976, 1980       |
| 4  | Hubie Brown        | Atlanta Hawks (1) /Memphis Grizzlies (1)                    | 2   | 1978, 2004       |
| 4  | Cotton Fitzsimmons | Kansas City Kings (1) /Phoenix Suns (1)                     | 2   | 1979, 1989       |
| 4  | Mike D’Antoni      | Phoenix Suns (1) /Houston Rockets (1)                       | 2   | 2005, 2017       |
| 4  | Mike Budenholzer   | Atlanta Hawks (1) /Milwaukee Bucks (1)                      | 2   | 2015, 2019       |